# Конец-Озерье
 Конец-Озерье  — деревня в Усть-Вымском районе Республики Коми в составе сельского поселения  Усть-Вымь. 

## География
Расположена на правобережье реки Вычегда на расстоянии примерно 13 км по прямой на восток-юго-восток от районного центра села Айкино.  

## История
Известна с 1646 года как деревня Конец Озера, в 1859 году отмечалась как Конец Озерская при озере Конецозерском. 

## Население
Постоянное население  составляло 1 человек (коми 100%) в 2002 году, 4 в 2010 .